# Sonny Boy (boek)
Sonny Boy is een boek geschreven door Annejet van der Zijl. Het was haar derde boek, uitgegeven in 2004. Het is een biografie van Waldemar Nods en Rika van der Lans, een Surinaams-Nederlands echtpaar dat in de Tweede Wereldoorlog Joodse mensen liet onderduiken, verraden werd en daarom in concentratiekampen terechtkwam en de dood vond. Het leven van Waldemar Nods vertoont gelijkenis met dat van zijn landgenoot Anton de Kom. Het is deels gebaseerd op een aantal brieven die Waldemar vanuit het concentratiekamp aan hun zoon Waldy (de Sonny Boy van de titel) schreef.
Sonny Boy was in november 2011 toe aan zijn 48ste druk. Een gelijknamige film ging in 2011 in première.
In 2019 verscheen het boek in de Verenigde Staten. In Nederland werden ruim 600.000 exemplaren verkocht.
In 2023 was het boek gratis verkrijgbaar in het kader van Heel Nederland Leest.

## Opheldering
In 2025 ontdekte schrijfster Trudy van der Wees de vermoedelijke verrader in het Centraal Archief Bijzondere Rechtspleging (CABR) tijdens haar onderzoek naar verzetsheld Kees Chardon. Het zou gaan om de destijds 23-jarige Joodse student Carel Kaufman.